# Vídua del Jos
La vídua del Jos (Vidua maryae) és un ocell de la família dels viduids (Viduidae).

## Hàbitat i distribució
Habita turons rocosos i boscosos a l'Altiplà de Jos, al nord de Nigèria.